# Henry Armstrong
Pour les articles homonymes, voir Armstrong et Henry Edward Armstrong.
Henry Armstrong est un boxeur américain né le 12 décembre 1912 et mort le 23 octobre 1988.

## Carrière
Passé professionnel en 1931, il remporte le titre de champion du monde dans 3 catégories de poids différentes (poids plumes, légers et welters) et est le seul boxeur à avoir détenu 3 ceintures mondiales simultanément en 1938. Armstrong détient également le record de défenses de titre pour sa ceinture en poids welters. Il met un terme à sa carrière de boxeur en 1945 sur un bilan de 151 victoires, 21 défaites et 9 matchs nuls.

## Distinctions
- Henry Armstrong est élu boxeur de l'année 1937 par Ring Magazine.
- Henry Armstrong est classé en 2002 par Ring Magazine 2e boxeur parmi les 80 meilleurs boxeurs des 80 dernières années[2].
- Il est membre de l'International Boxing Hall of Fame depuis sa création en 1990.